# Dubouzetia australiensis
Dubouzetia australiensis är en tvåhjärtbladig växtart som beskrevs av M.J.E. Coode. Dubouzetia australiensis ingår i släktet Dubouzetia och familjen Elaeocarpaceae. Inga underarter finns listade i Catalogue of Life.